# Wilck en Wiericke
Het waterschap Wilck en Wiericke (1999-2004) was een waterschap in de Nederlandse provincie Zuid-Holland. Het waterschap was in 1999 ontstaan door samenvoeging van de waterschappen Gouwelanden en Meer en Woude. Het waterschap was verantwoordelijk voor de waterhuishouding in het gebied. Per 1 januari 2005 werd Wilck en Wiericke opgeheven en werden de taken overgenomen door het Hoogheemraadschap Rijnland.